# Bavayia pulchella
Bavayia pulchella är en ödleart som beskrevs av  Rudolf Bauer WHITAKER och SADLIER 1998. Bavayia pulchella ingår i släktet Bavayia och familjen geckoödlor. IUCN kategoriserar arten globalt som nära hotad.
Artens utbredningsområde är Nya Kaledonien. Inga underarter finns listade.